# David Hoberman
David Hoberman (* 1953) ist ein US-amerikanischer Filmproduzent und Ausführender Produzent.

## Leben
David Hoberman begann seine Karriere in der Poststelle bei der American Broadcasting Company. Er gründete 1995 mit Todd Lieberman die Filmproduktionsgesellschaft Mandeville Films.

## Filmografie
Produzent
- 1997: George – Der aus dem Dschungel kam (George of the Jungle)
- 1998: Senseless
- 1998: Eine wüste Bescherung (I’ll Be Home for Christmas)
- 2003: Haus über Kopf (Bringing Down the House)
- 2004: The Last Shot – Die letzte Klappe (The Last Shot)
- 2004: Liebe auf Umwegen (Raising Helen)
- 2005: Beauty Shop
- 2006: Antarctica – Gefangen im Eis (Eight Below)
- 2006: Shaggy Dog – Hör mal, wer da bellt (The Shaggy Dog)
- 2008: Traitor
- 2008: Das Lazarus-Projekt (The Lazarus Project)
- 2008: Beverly Hills Chihuahua
- 2009: Selbst ist die Braut (The Proposal)
- 2009: Surrogates – Mein zweites Ich (Surrogates)
- 2010: The Fighter
- 2011: Die Muppets (The Muppets)
- 2013: Warm Bodies
- 2013: 21 & Over
- 2014: Muppets Most Wanted
- 2017: Stronger
- 2017: Wunder (Wonder)
- 2018: Extinction
- 2019: The Aeronauts
- 2022: Chip und Chap: Die Ritter des Rechts (Chip 'n' Dale: Rescue Rangers)
- 2022: Shotgun Wedding – Ein knallhartes Team (Shotgun Wedding)
- 2023: White Bird (White Bird: A Wonder Story)

Ausführender Produzent
- 1999: Ganz normal verliebt (The Other Sister)
- 2001: Schlimmer geht’s immer! (What’s the Worst That Could Happen?)
- 2002–2009: Monk (125 Folgen)
- 2006: Five Fingers
- 2007: The Kill Point (3 Folgen)
- 2010–2011: Detroit 1-8-7 (18 Folgen)
- 2011: Movie Star – Küssen bis zum Happy End (Geek Charming, Fernsehfilm)

## Auszeichnungen
- 2007: Goldene-Himbeere-Nominierung für Shaggy Dog – Hör mal, wer da bellt (Schlechteste Neuverfilmung oder billigster Abklatsch)
- 2011: Oscar-Nominierung für The Fighter (bester Film)